# Rouy-le-Grand
Rouy-le-Grand är en kommun i departementet Somme i regionen Hauts-de-France i norra Frankrike. Kommunen ligger i kantonen Nesle som tillhör arrondissementet Péronne. År 2022 hade Rouy-le-Grand 100 invånare.

## Befolkningsutveckling
Antalet invånare i kommunen Rouy-le-Grand
| Referens: INSEE |